# 求職者支援訓練
求職者支援訓練（きゅうしょくしゃしえんくんれん）は、基金訓練に代えて、2011年10月1日からおこなわれている雇用のセーフティネットに基づいた職業訓練である。
主旨としては、基金訓練と同じく、雇用保険を受給できない失業者が、早期の再就職を目指してのスキルアップをするために、無料で職業訓練を受けてもらうと共に、本人や世帯全体の収入、資産物件など一定の支給要件を満たす場合に職業訓練を受けやすくするために給付金（生活の支援金）を支給するとともに、公共職業安定所（ハローワーク）での就労支援を受けて安定した就職に結びつけることを目指すものである。

## 支援制度を受けられる対象者
次の各項目全てに該当する者が対象である。
1. ハローワークへの求職申請者
2. 雇用保険被保険者・受給者でない者
3. 労働の意志や能力がある者
4. 職業訓練の支援を行う必要があるとハローワーク所長が認める者

## 講習の内容
上記の支援制度を受けられる対象者を対象として、厚生労働大臣が認定した民間の教育訓練機関により、より多くの職種に共通する基礎能力を習得するための「基礎コース」と、特定の職務に必要な実践能力を習得するための「実践コース」とがあり、各々1コース3-6か月にわたり講習を行う。

## 職業訓練受講給付金
次の各項目全てに該当する者は、この職業訓練を受講・通所（交通費他）をするにあたっての給付金の支給を受けられることができる。
1. 本人の収入が8万円/月以下[1]
2. 世帯全体の収入が25万円/月、なおかつ300万円/年以下[1][2]
3. 世帯全体の金融資産が300万円以下[2]
4. 現住地以外に土地や建物を所有していないこと
5. 全訓練日に出席しているか、やむを得ない事由で欠席があった場合でも支給申請の対象となる訓練機関の8割以上に出席していること[3]
6. 同世帯の中に同時に給付金を受給して訓練を受けている人がいないこと
7. 過去3年間に虚偽申請などの不正で、特定の給付金の支給を受けたことがない

- ただし、職業訓練開始～訓練終了後も定期的にハローワークで職業相談を受けることを義務付ける。
- また基金訓練を含め、すでに給付金を受給している場合は（連続受講を除き）原則前回の受給から6年以上経過していることが必要。
- 基本的な職業訓練受講手当は10万円/月、通所手当は最も経済的、かつ合理的と認められる通常の通所経路を利用した交通代金の運賃を支給する。
- やむを得ない理由以外に欠席したり、ハローワークの就職支援を拒否するといった不正受給が発生した場合は給付金の支給が取り消されるほか、訓練の初日にさかのぼって給付金を全額返納命令させられる場合もある。
- またこの基本的な給付金だけで生活費が足りない場合は必要に応じて、労働金庫からの貸付（融資）を受けることができるが、この場合は利用するにあたっての労働金庫の審査が必要となる（貸付額は同居配偶者・および生計を一つにする別居配偶者、家族がいる家庭は10万円まで/月、それ以外は5万円まで/月を上限とする）。返済は最終的に受講者が65歳になるまでに行わなければならない。また未成年者は原則貸付不可。やむを得ない理由以外の欠席やその他不正受給などにより、給付金の支給が取り消された場合は債務残高を一括返済しなければいけない。